# Liste der Monuments historiques in Taverny
Die Liste der Monuments historiques in Taverny führt die Monuments historiques in der französischen Gemeinde Taverny auf.

## Liste der Bauwerke
| Bezeichnung                       | Beschreibung              | Standort | Kennzeichnung | Schutzstatus | Datum | Bild           |
| --------------------------------- | ------------------------- | -------- | ------------- | ------------ | ----- | -------------- |
| Kirche Notre-Dame-de-l’Assomption | Erbaut im 13. Jahrhundert | (Lage)   | PA00080211    | Classé       | 1846  | weitere Bilder |

## Liste der Objekte

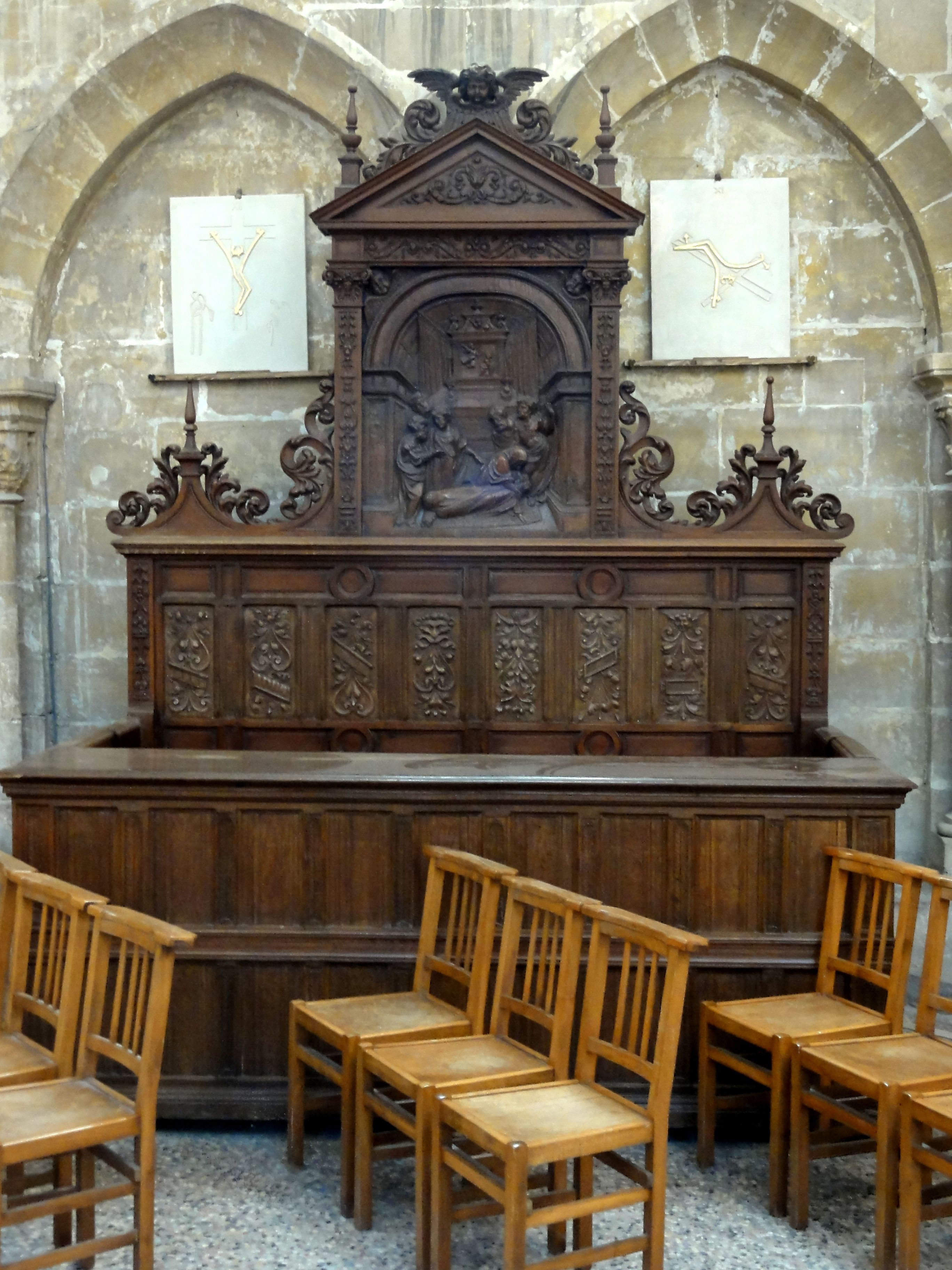
Bank des Kirchenvorstandes aus dem 16. Jahrhundert in der Kirche Notre-Dame-de-l’Assomption

- Monuments historiques (Objekte) in Taverny in der Base Palissy des französischen Kultusministeriums